# Pik Tandykul
Pik Tandykul (Taldy Köl, em russo:  пик Тандыкуль) é uma montanha localizada na Ásia Central, na fronteira entre o Quirguistão e o Tajiquistão.